# Route européenne 607
Pour les articles homonymes, voir Route 607.
La route européenne 607 relie Digoin à Chalon-sur-Saône, toutes deux situées en France. Elle correspond aux RN 79, RN 70 et RN 80.